# Cerreta di Acquaviva
Cerreta di Acquaviva este o arie protejată (arie specială de conservare — SAC, sit de importanță comunitară — SCI) din Italia întinsă pe o suprafață de 105 ha, integral pe uscat.

## Localizare
Centrul sitului Cerreta di Acquaviva este situat la coordonatele 41°51′58″N 14°43′30″E / 41.866111°N 14.725°E.

## Înființare
Situl Cerreta di Acquaviva a fost declarat sit de importanță comunitară în septembrie 1995 pentru a proteja 16 specii de animale. Situl a fost protejat și ca arie specială de conservare în martie 2017.

## Biodiversitate
Situată în ecoregiunea mediteraneană, aria protejată conține 1 habitat natural: Păduri panonice-balcanice de stejar turcesc - stejar sesil.
La baza desemnării sitului se află mai multe specii protejate:
- păsări (14): ciuf-de-pădure (Asio otus), caprimulg (Caprimulgus europaeus), dumbrăveancă (Coracias garrulus), ciocănitoare pestriță mare (Dendrocopos major), presură de grădină (Emberiza hortulana), șoimul rândunelelor (Falco subbuteo), vânturel de seară (Falco vespertinus), sfrâncioc roșiatic (Lanius collurio), sfrâncioc cu cap roșu (Lanius senator), gaia neagră (Milvus migrans), gaia roșie (Milvus milvus), viespar (Pernis apivorus), huhurez mic (Strix aluco), silvie de tufiș (Sylvia undata)
- nevertebrate (2): croitorul mare al stejarului (Cerambyx cerdo), Coenagrion mercuriale

Pe lângă speciile protejate, pe teritoriul sitului au mai fost identificate 6 specii de plante, 1 specie de nevertebrate.